# فیلم سفارشی
فیلم سفارشی یا فیلم حکومتی در ادبیات سینمایی ایران به آن دسته از فیلم‌هایی گفته می‌شود که توسط نهادها و اشخاص وابسته به حکومت جمهوری اسلامی ایران ساخته یا تأمین مالی می‌شوند. فیلم‌های سفارشی عمدتاً توسط برخی منتقدان به برخورداری از منابع کلان مالی دولتی، اشاعه ایدئولوژی و پروپاگاندای حکومتی متهم می‌شوند. منتقدان فیلم‌های سفارشی به سازندگان اینگونه فیلم‌ها لقب فیلم‌سازان حکومتی داده‌اند. در ایران، شبکه افق زیر نظر سپاه پاسداران به تولید محتوا و برنامه‌های حکومتی می‌پردازد. بیش تر فیلم‌های حکومتی در ایران توسط موسسه اوج یا با حمایت مالی آن ساخته می‌شود که این مؤسسه وابسته به سپاه پاسداران است. همچنین فیلم سینمایی قلاده‌های طلا از جمله فیلم‌هایی است که برخی منتقدان به آن لقب فیلم حکومتی داده‌اند. لازم است ذکر شود، هر فیلم سفارشی لزوماً اثر خوب یا بدی نیست.همچنین سریال انیمیشنی شهر موشکی، با موضوع آموزش گفتمان مقاومت به کودکان، یکی از سیاسی‌ترین انیمیشن‌های حکومتی جهان است که توسط سازمان صدا و سیما جمهوری اسلامی ایران با همکاری موسسه اوج وابسته به سپاه پاسداران ساخته و از شبکه پویا صدا و سیما پخش شده‌است.

## سینمای حکومتی
صادق زیبا کلام، استاد ایرانی علوم سیاسی از جمله اشخاصی است که سینمای فیلمسازانی همچون ابراهیم حاتمی کیا، مسعود ده نمکی و فرج‌الله سلحشور را سینمای حکومتی خواند. همچنین او در مراسم رونمایی از کتاب «زیر پوست قصه‌ها» اثر سعید عقیقی عبارت «سیاه‌نمایی» را اختراع یک ژانر ساختگی نامید که بر اساس تعابیر اصولگرایان برای حمله به فیلم‌های فیلم‌سازان مستقلی همچون رخشان بنی اعتماد ساخته شده‌است. به اعتقاد او این ژانر مصداق حقیقی در سینمای ایران ندارد. زیباکلام در این رابطه گفت:
 من سینمای ایران را به سه دسته تقسیم می‌کنم؛ دسته اول سینما و هنر حکومتی است که سمبل آن افرادی همچون حاتمی کیا، مسعود ده نمکی و زنده یاد فرج‌الله سلحشور هستند. دسته دوم گروه گیشه است که برایش فروش اهمیت دارد. اقلیت سومی هم هستند که سینمای آنها هنر برای هنر است و من سینمای رخشان بنی اعتماد را در این گروه قرار می‌دهم.— صادق زیباکلام، مراسم رونمایی از کتاب «زیرپوست قصه‌ها» -۲
فیلم سینمایی تنگه ابوقریب محصول سازمان اوج از دیگر فیلم‌هایی است که برخی منتقدان از آن به عنوان فیلم سفارشی یاد کردند. کارگردان این فیلم بهرام توکلی است. همجنین سعید ملکان تهیه کنندگی اثر را بر عهده دارد. این فیلم جزء آثاری است که در جشنواره فیلم فجر سیمرغ‌های بسیاری گرفت، اما در فروش گیشه نتوانست موفق عمل کند.
فهرست مهم‌ترین فیلم‌های حکومتی در ایران
1. به وقت شام
2. قلاده‌های طلا
3. چ
4. ایستاده در غبار
5. هیهات

۶. بادیگارد
1. تنگه ابوقریب
2. زندانی‌ها

۹. خروج
۱۰. منصور
فهرست سریال‌های تلویزیونی حکومتی
۱. آسمان من
۲. پایتخت ۵
۳. سریال نمایش خانگی آقازاده محصولی از سازمان اوج (وابسته به سپاه) 
فهرست انیمیشن‌های حکومتی
۱. شهر موشکی
۲. آرمن
۳. کارتونی ها
۴. قصه‌های عمو رحمان
۵. شاهزاده روم